# Mark Griffiths
Mark Griffiths je britský baskytarista. Spolupracoval například s Neil Innesem. Byl také členem doprovodné skupiny Cliffa Richarda a skupiny The Shadows. Je též členem revivalové skupiny The Rutles.